# يدفع الجنود
فيلم يدفع الجنود هو فيلم وثائقي لعام 2004 من تأليف ديفيد أو. راسل. أخذت اسمها من رواية الجنود ، وهي رواية بقلم ويليام فولكنر.
في عام 2004، شعرت شركة وارنر براذرز بأن فيلم راسل ملوك الثلاثة عام 1999، حول سرقة الذهب التي حدثت خلال الانتفاضة العراقية عام 1991 ضد صدام حسين بعد نهاية حرب الخليج، قد أصبح ذات صلة مرة أخرى بسبب حرب العراق، وتم إعادة إصداره في المسارح وعلى دي في دي، نظرًا لعدم وجود لقطات إضافية لإضافتها، قام راسل بدلاً من ذلك بتصوير فيلم وثائقي قصير عن حرب العراق لمرافقة الفيلم، وهو فيلم وثائقي قصير عن حرب العراق، أخذ اسمه من رواية ويليام فولكنر الأولى التي تحمل الاسم نفسه حول عودة الطيار إلى الوطن في أعقاب الحرب العالمية الأولى،  قال راسل إن الفيلم الوثائقي فحص «طرفي الحرب، والأشخاص الذين يشعرون بالرضا عن الحرب، والذين يؤمنون في المهمة، والأشخاص الذين يشعرون بالسوء».
حيث أثناء إنتاج الفيلم الوثائقي، تحدث راسل مع القوات العراقية والأمريكية، ولدى سؤاله عن شعور العراقيين الذين أجرى معهم مقابلات بشأن الحرب، حيث قال راسل:
حيث على الرغم من أن راسل كان قد خطط لإطلاق الفيلم قبل نوفمبر 2004، على أمل «ربما يحدث فرقًا قبل الانتخابات»،  تخلت شركة وارنر بروس. عن المشروع في اللحظة الأخيرة، مشيرة إلى «الجدل المحيط بالفيلم الوثائقي، بالإضافة إلى ما يلي- وصول لقطات المكافأة أكثر من المتوقع»،  عارض راسل عذر أزمة الوقت، قائلاً «أعتقد أنهم إذا أرادوا فعلاً يمكنهم تحقيق ذلك».  في نهاية المطاف، تم شراء الفيلم الوثائقي من قبل قناة الأفلام المستقلة، حيث تم بثه بالكامل في الليلة التي سبقت الانتخابات الرئاسية الأمريكية لعام 2004. 